# Oyan
Der Oyan ist ein rechter Nebenfluss des Ogun im Südwesten Nigerias.

## Verlauf
Der Oyan entspringt im Bundesstaat Oyo, etwa auf halber Strecke zwischen der Stadt Saki und der Grenze zu Benin. Er fließt in südliche Richtung. Nach etwa zwei Dritteln seines Weges schwenkt er nach Südosten. Bald darauf nimmt er seinen größten Nebenfluss, den Ofiki, von links auf, um kurz darauf durch den  Oyan-Damm zu einem See aufstaut zu werden. Der Oyan mündet schließlich im Bundesstaat Ogun bei der Stadt Abeokuta in den Ogun.

## Hydrometrie
Die Durchflussmenge des Oyan wurde an der Mündung in m³/s gemessen.